# Ash Street
Ash Street is een dorp in het bestuurlijke gebied Babergh, in het Engelse graafschap Suffolk. Ash Street komt in het Domesday Book (1086) voor als 'Asce'.